# Pseudoglessula acutissima
Pseudoglessula acutissima é uma espécie de gastrópode  da família Subulinidae.
É endémica da Tanzânia.